# 색상환
색상환(color circle)은 가시광선의 스펙트럼을 고리형태로 연결하여 색을 배열한 것을 말한다. 모든 색은 몇 가지의 기본 요소를 바탕으로 한 혼합으로 표현될 수 있다는 생각에서 출발한다. 색을 표현하는 기본 요소를 가지고 표시할 수 있는 모든 색 중에서 대표적인 색을 고리모양으로 연결하여 나타낸 것이 색상환이다.

## 색상환의 종류
- 오른쪽 그림 먼셀의 이십색상환은 먼셀이 고안한 색의 표현 원리인 HV/C(색상, 명도 / 채도)에 따라 스무 가지의 색을 대표색으로 제시한 것이다. 먼셀은 색의 혼합에 대한 교육용으로 색상환을 고안하였다고 한다.
- 미국의 화가 앨버트 헨리먼셀(Albert Henry Munsell, 1858년~1918년)이 고안한 먼셀 색 체계(Munsell color system, 이십색상환)이 있다.
빨강, 다홍, 주황, 귤색, 노랑, 노랑연두, 연두, 풀색, 녹색, 초록, 청록, 바다, 파랑, 감청, 남색, 남보라, 보라, 붉은보라, 자주, 연지 순이다.
- 독일의 화학자 빌헬름 오스트발트(독일어: Friedrich Wilhelm Ostwald, 1853년~1932년)가 제안한 오스트발트 색 체계(Ostwald,이십사색상환)도 드물게 쓰인다.

### 먼셀 색 체계

먼셀의 이십색상환

먼셀은 미국의 미술학교 교사로 그의 색 체계는 색채 교육의 필요에서 창안되었다고 한다. 먼셀은 빛깔은 삼속성(三屬性)으로 나타낼 수 있다고 말하고, 우선 그 용어를 색상, 명도, 채도라 하였다. 색상은 기본 원색으로서 R(빨강), Y(노랑), G(녹색), B(파랑), P(보라)의 5종으로 결정하고, 또 다시 원색 상호간에 YR(黃赤주황), GY(黃綠연두), BG(靑綠청록), PB(靑紫남색), RP(赤紫자주)의 오색상을 끼워넣어 합계 10종을 대표 색상으로 하였다. 더욱이 이 이상의 색상의 세분기호는 40H까지 색표화되어 있다. 명도 V는 무채색에 의하여 이상의 백을 10, 이상의 흑을 0으로 하여 11 분할하였는데, 이상의 백과 흑은 보통 색료로 표현할 수 없기 때문에 색표에는 백을 9, 흑은 1로 9단계로 설정하고 있다. 채도는 어떠한 색상도 그 빛깔과 같은 명도의 무채색에서의 거리로 표시되도록 하였다. 이상 HVC를 3차원에서 상관시키면 그림 8과 같은 색입체의 골조가 나온다. 따라서 이 방식에서는 높이는 명도를, 방위는 색상을, 그리고 중심에서의 거리는 채도를 표시하게 된다. 이 배열법에 따라서 다른 빛깔도 메워 나가면 '빛깔의 입체'를 이룬다. 더욱이 빛깔을 지정할 경우에는 먼셀의 색 기호에 따른다. 예를 들어 태극의 선명한 빨강 빛깔은 H가 5R, V가 5, C를 14로 가정하면 5R 5/14(5R의 5의 14라 부른다)로 적는다. 무채색의 경우에는 H 및 C가 0이므로 N5, N8처럼 하든지 HVC의 기호형에 의하여 5/, 8/과 같이 표시하여도 좋다(N은 neutral gray의 머리문자이다).

### 오스트발트 색 체계
빌헬름 오스트발트는 노벨 화학상을 받은 독일의 화학자이다. 그의 색 체계는 순색, 백색, 흑색을 3원색으로 한 혼합색(色圓板 混合色에 의한다)에 기초를 두고 있다. 오스트발트의 색상은 보색관계를 성립시키는 24종이 대표이다. 이 색상환은 yellow(노랑), orange(주황), red(적색), purple(자주색), ultramarine blue(群靑＝짙은 남빛), turquies(터키옥 빛깔), sea green(海綠), leaf green(葉綠)의 8종의 기본 색상에서 발전시킨 것이고, 더욱이 이 8색은 헤링의 4원색인 노랑, 파랑, 빨강, 초록을 기초로 한 것이라 한다. 오스트발트의 무채색 단계는, 기본으로서는 이상의 백을 100, 흑을 0으로 하고 있으나, 색표로는 색료로 표시할 수 있는 백을 A, 흑을 P로 한 8단계로 하고 있다. 단 오스트발트의 무채색 단계는 명도단계는 아니고, 표3과 같이 백, 흑의 함유량의 스케일이다. 오스트발트는 그림 9의 이념 즉 모든 빛깔은 순색 함유량(F), 백색 함유량(W) 및 흑색 함유량(B)의 혼색에 의하여 표시될 수 있다고 하고 색삼각좌표(色三角座標)를 고안하였다. F, W, B는 제각기 3원색의 위치이고 따라서 3각좌표상의 빛깔은 FWB의 혼색비로 표시된다. 이와 같은 등색상 3각좌표에서는 WB계열은 무채색 단계를, WF계열은 밝고 맑은 색조를, FB계열은 어둡고 맑은 색조의 빛깔을 표시하여, 이른바 탁색조(濁色調)의 빛깔은 내부에 위치하게 된다. 이 3각좌표를 전색상(全色相) 집결하면 복원추상(複圓錐狀)의 색입체가 된다. 알파벳 기호는 그 기호 위치에 대응하는 FWB양을 표시하고 있으며 이에 색상 번호를 붙이면 표색기호가 된다. 예를 들어 '23ea'라는 빛깔은 e의 백량(白量) 35, a의 흑량 11이므로 색량 F는 100－(35＋11)＝54로 된다. 23의 색상은 황록색에 해당하므로 약간 밝은 황록의 색조가 된다.

## 색상환과색공간
색상환의 표현 원리에 따라 모든 색을 빠짐없이 표현하면 색들은 계란형(먼셀) 또는 거꾸로 선 원뿔형(오스트발트) 모양의 색공간에 배치될 수 있다. 원통형 입체인 색공간에서 색상환은 한 부분을 자른 단면이 된다.

## 한국산업규격 물체의 색(KSA0011)
한국산업규격에 따른 색 이름은 먼셀의 색 체계 중 10색을 기준으로 하고 있다. 기준색은 빨강(5R), 주황(5YR), 노랑(5Y), 연두(5GY), 녹색(5G), 청록(5BG), 파랑(5B), 남색(5PB), 보라(5P), 자주(5RP)이다. 괄호 안의 값은 먼셀의 표기에 의한 것이다. 유채색은 명도 및 채도에 따라 해맑은, 밝은, 짙은, 기본색이름, 연한, 칙칙한, 회, 어두운 회 등 12개의 수식어가 있으며 무채색은 명도에 따라 흰색,검은색, 회색, 밝은 회색, 어두운 회색 등으로 표기 한다.

## 색상환 예시
보라색
| 0 | 1 | 2 | 3 | 4 | 5 | 6 | 7 | 8 | 9 | a | b | c | d | e | f |
| - | - | - | - | - | - | - | - | - | - | - | - | - | - | - | - |
| □ | □ | □ | □ | □ | □ | □ | □ | □ | □ | □ | □ | □ | □ | □ | □ |

파란색
| 0 | 1 | 2 | 3 | 4 | 5 | 6 | 7 | 8 | 9 | a | b | c | d | e | f |
| - | - | - | - | - | - | - | - | - | - | - | - | - | - | - | - |
| □ | □ | □ | □ | □ | □ | □ | □ | □ | □ | □ | □ | □ | □ | □ | □ |

빨간색
| 0 | 1 | 2 | 3 | 4 | 5 | 6 | 7 | 8 | 9 | a | b | c | d | e | f |
| - | - | - | - | - | - | - | - | - | - | - | - | - | - | - | - |
| □ | □ | □ | □ | □ | □ | □ | □ | □ | □ | □ | □ | □ | □ | □ | □ |

녹색
| 0 | 1 | 2 | 3 | 4 | 5 | 6 | 7 | 8 | 9 | a | b | c | d | e | f |
| - | - | - | - | - | - | - | - | - | - | - | - | - | - | - | - |
| □ | □ | □ | □ | □ | □ | □ | □ | □ | □ | □ | □ | □ | □ | □ | □ |

노란색
| 0 | 1 | 2 | 3 | 4 | 5 | 6 | 7 | 8 | 9 | a | b | c | d | e | f |
| - | - | - | - | - | - | - | - | - | - | - | - | - | - | - | - |
| □ | □ | □ | □ | □ | □ | □ | □ | □ | □ | □ | □ | □ | □ | □ | □ |

보라색
| 0 | 1 | 2 | 3 | 4 | 5 | 6 | 7 | 8 | 9 | a | b | c | d | e | f |
| - | - | - | - | - | - | - | - | - | - | - | - | - | - | - | - |
| □ | □ | □ | □ | □ | □ | □ | □ | □ | □ | □ | □ | □ | □ | □ | □ |

파란색
| 0 | 1 | 2 | 3 | 4 | 5 | 6 | 7 | 8 | 9 | a | b | c | d | e | f |
| - | - | - | - | - | - | - | - | - | - | - | - | - | - | - | - |
| □ | □ | □ | □ | □ | □ | □ | □ | □ | □ | □ | □ | □ | □ | □ | □ |

초록색
| 0 | 1 | 2 | 3 | 4 | 5 | 6 | 7 | 8 | 9 | a | b | c | d | e | f |
| - | - | - | - | - | - | - | - | - | - | - | - | - | - | - | - |
| □ | □ | □ | □ | □ | □ | □ | □ | □ | □ | □ | □ | □ | □ | □ | □ |

## 같이 보기
- 오도권
- 색 이론
- 시각
- 정신물리학
- 색입체
- 옥타브
- 색각 이상